# Kupronikl
Kupronikl je slitina bakra i nikla, a u principu osim bakra i nikla sadrži i malu količinu željeza i mangana. Slitina je vrlo otporna na koroziju, posebice na koroziju u dodiru s morskom vodom. Stoga se često koristi u izradi dijelova plovila, te za razne cijevovode i druge instalacije koje su u stalnom dodiru s morskom vodom. Zbog lijepe srebrne boje koristi se i za izradu kovanog novca. Najčešće se koristi slitina od 75 dijelova bakra i 25 dijelova nikla.

## Povijest
Slitine ovog tipa prvi su proizveli kinezi negdje u 3. stoljeću prije Krista. Novac od slične slitine izrađivan je i u Grčko-Baktrijskom Kraljevstvu oko 170. godine prije Krista. U Europi prvi su ove slitine koristili švicarci polovinom 19. stoljeća, a nešto kasnije se novac od kupronikla počeo proizvoditi i u SAD-u. Danas su najpoznatiji primjeri kovanice od 1 i 2 eura. Od kupronikla su dijelom i prigodne hrvatske kovanice od 25 kuna (vanjski prsten, sredina od aluminijske bronce).

## Vanjske poveznice
- Corrosion resistance – Copper Development Association UK  Arhivirana inačica izvorne stranice od 14. lipnja 2009. (Wayback Machine)